# AC Petite
Der AC Petite ist ein dreirädriger Kleinstwagen des britischen Automobilhersteller AC Cars.

## Beschreibung
Ein Einzylinder-Zweitaktmotor von Villiers ist im Heck eingebaut. Der Wagen hat eine Sitzbank mit zwei Sitzplätzen und erreicht eine Höchstgeschwindigkeit von 64 km/h. Der Benzinverbrauch liegt bei 4,0–4,7 l / 100 km. Die Motorkraft wird über eine 3-Gang-Riemengestriebe und ein Differentialgetriebe an die Hinterräder weitergeleitet.
Von dem kleinen Wagen gab es zwei Ausführungen: Von 1953 bis 1955 war ein Villiers-27B-Motor mit 346 cm³ Hubraum eingebaut, der eine Leistung von 8,0 bhp (5,9 kW) bei 3500/min. abgab. Der Wagen hatte unterschiedlich große Räder, 18″-Speichenräder hinten und ein 8″-Scheibenrad vorne. 1955 kam eine Mark-II-Version heraus, die neben der etwas größeren Villiers-28B-Maschine (353 cm³ Hubraum und 8,2 bhp (6,0 kW)) drei gleich große 12″-Scheibenräder hatte, ebenso wie leicht veränderte Chromteile außen.